# Manegold av Lautenbach
Manegold av Lautenbach, född ca 1030, död ca 1103, var en religiös och polemisk författare från Alsace. Vilhelm av Champeaux kan ha varit en av hans elever, men detta är omtvistat. Manegold var en av de första magistrarna, d.v.s. att han hade en erkänd teologisk examen. I investiturstriden tog han påvens sida.
Mangolds bok Ad Gebehardum liber från 1085 innehöll en omfattande diskussion om monarki och har kommenterats mycket. Argumentet i boken är att kungavärdigheten är ett ämbete som kungen kan förlora. Mangold gjorde en analogi mellan kungen och en svinaherde, vilken kan bli avskedad om den inte uppfyller sin del av anställningskontraktet.